# LEGO World

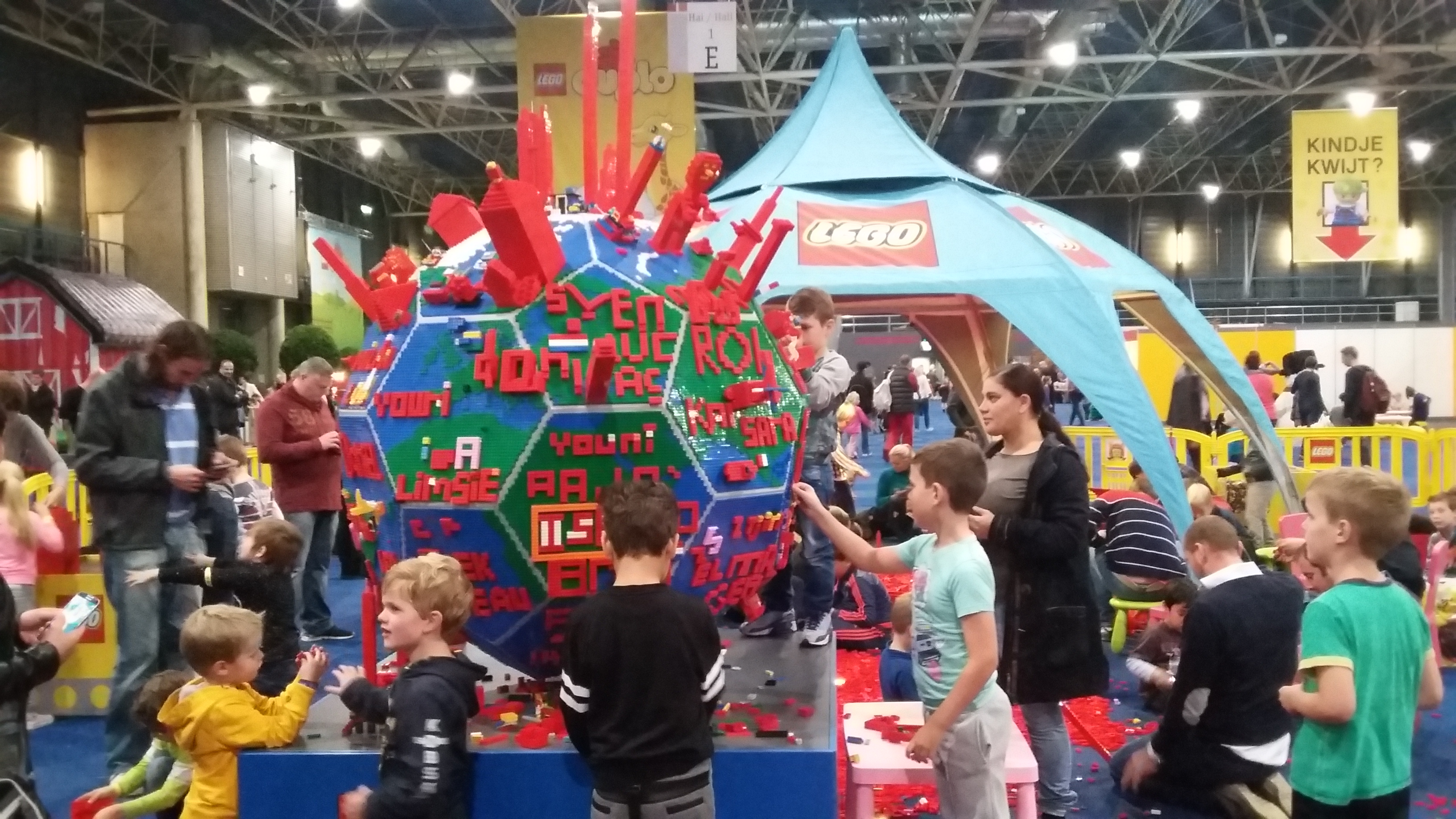
Lego World 2015 in Utrecht

LEGO World is een LEGO-manifestatie die jaarlijks in Nederland wordt gehouden. In 2012 bestond het evenement uit zeven hallen (21.000 m²), met ruim 10 miljoen bouwsteentjes, grote LEGO-bouwwerken, bouwwedstrijden, LEGO-maquettes, een bioscoop, attracties en optredens van artiesten.
LEGO World werd van 2001 tot 2012 gehouden in de IJsselhallen in Zwolle, in 2013 verhuisde het evenement naar de Jaarbeurs in Utrecht. Het evenement trekt jaarlijks meer dan 70.000 bezoekers, vooral gezinnen met kinderen in de leeftijd van 4 tot en met 14 jaar.
Het concept voor LEGO World werd in 2001 ontwikkeld door Roy Cordes (LEGO Nederland) en Renate Ouweneel (IJsselhallen-Zwolle) en LEGOclub De Bouwsteen (Paul Koelewijn). Het eerste jaar waren er al 27.500 bezoekers. In 2011 trok de attractie in acht dagen 73.853 bezoekers uit heel Nederland, Duitsland en België.
In 2020, 2021 werd LEGO World niet gehouden vanwege de coronapandemie die in 2020 uitbrak. Hierdoor werden veel grote evenementen in deze jaren afgelast. In 2022 werd LEGO World eveneens afgelast, ondanks dat veel grote evenementen wel weer doorgang konden vinden.